# Komi Koutché
 (septembre 2016).
Si vous disposez d'ouvrages ou d'articles de référence ou si vous connaissez des sites web de qualité traitant du thème abordé ici, merci de compléter l'article en donnant les références utiles à sa vérifiabilité et en les liant à la section « Notes et références ».
Komi Koutché, né le 4 septembre 1976 à Bantè au Bénin, est un homme politique béninois, expert en microfinance.

## Biographie

### Parcours académique
Economiste et financier de formation, Komi Koutché est titulaire d'une Maîtrise en Sciences Économiques de l'ex Université nationale du Bénin (UNB) en 2001, d'un Diplôme d'Études Supérieures Spécialisées (DESS) en Finance et Contrôle de Gestion (BAC + 5) obtenu à l'Université d'Abomey-Calavi en 2005, d'un un Master en Microfinance (BAC + 5) obtenu en 2006 à l'Institut Supérieur Panafricain d'Économie Coopérative (ISPEC) en République du Bénin.
Il est également titulaire d'un Master of Business Administration (MBA) obtenu en 2017 aux États-Unis d'Amérique, et d'un doctorat en Finances obtenu en mai 2021 à l'université George Washington toujours aux États-Unis d'Amérique.

### Parcours professionnel
Avant son entrée dans la sphère politique, Komi Koutché a eu un parcours professionnel au Cadre Général de Gestion des Lignes de Crédit, un programme de la Banque africaine de développement (BAD). Il y a été recruté comme expert en Microfinance en 2002 pour coordonner les financements de la BAD pour divers projets de développement.
En 2008, Komi Koutché est nommé directeur Général du Fonds national de la microfinance, après y avoir exercé les fonctions de directeur des opérations.  

### Carrière politique
En 2014, il est nommé Ministre d'État chargé de l'Économie, des Finances et des Programmes de Dénationalisation. Il fut Ministre de la Communication et des Technologies de l'Information et de la Communication sous le règne de l'ancien Président de la République du Bénin, Boni Yayi, dont il a œuvré à l'avènement au pouvoir le 6 avril 2006 aux côtés de ses pairs de l'alliance politique Force Cauris pour un Bénin Émergent (FCBE) dont il est membre.

### Affaire judiciaire
En février 2018, des poursuites judiciaires sont enclenchées à son encontre à la suite d'une affaire de vol d’argent survenu à son domicile alors qu’il était ministre. La justice s’interroge alors sur la provenance d'une si grosse somme d'argent (700 millions) à son domicile. Sous le coup d'un mandat d'arrêt international, il se rend à la justice en avril 2018,. Le 14 décembre 2018 il a été arrêté à Madrid alors qu'il était en provenance de Dakar à destination de Paris pour un meeting. La Justice espagnole a agi en fonction d'un mandat d'arrêt précédemment émis par la justice béninoise.